# Collegium Nobilium (Warszawa)

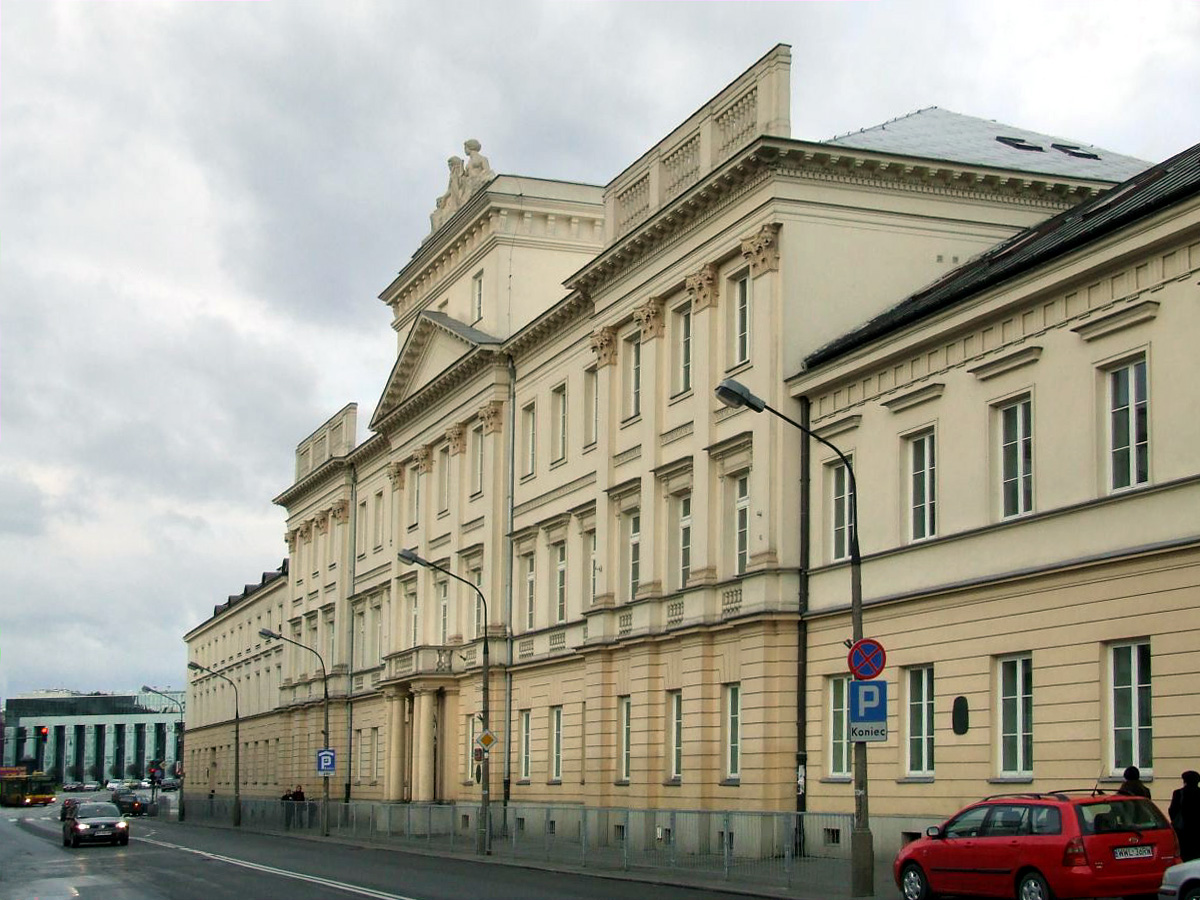
Tòa nhà của Collegium Nobilium ngày nay

Collegium Nobilium là một trường trung học nội trú ưu tú dành cho con trai của các ông trùm và quý ông giàu có (szlachta), được thành lập năm 1740 tại Warsaw bởi Stanisław Konarski và được điều hành bởi các tu sĩ Piarist. Trường tồn tại đến năm 1832 và là một trong những tiền thân của Đại học Warsaw. Ban đầu nó được gọi là Collegium Novum, nhưng tên của nó đã được thay đổi vào mùa thu năm 1741. Nó hoạt động trong một tòa nhà trên đường Dluga của thủ đô Warsaw. Sau đó, nó đã được chuyển đến quận Zoliborz.
Mục tiêu của Collegium Nobilium là giáo dục giới tinh hoa trong tương lai của Cộng đồng Ba Lan - Litva và chuẩn bị cho họ công cuộc cải cách đất nước (xem thêm Great Sejm, Hiến pháp ngày 3 tháng 5 năm 1791). Nơi đây có tám lớp, nhưng giáo dục kéo dài tám năm, và ở lớp II, IV và V, chương trình học kéo dài hai năm. Trường có một giáo trình hiện đại; nó tập trung vào khoa học tự nhiên, toán học, triết học và ngôn ngữ hiện đại, và ít áp lực hơn đối với các ngôn ngữ Latinh và Hy Lạp. Stanislaw Konarski chọn các giáo viên được giáo dục với bằng cấp giỏi, giới thiệu các khóa học về lịch sử, luật, kinh tế và khoa học.
Khuôn viên của Collegium Nobilium gần như đã bị phá hủy hoàn toàn trong cuộc nổi dậy Warsaw. Nó đã được xây dựng lại sau chiến tranh, cùng với mặt tiền cổ điển của nó.

## Trường học
- Được thành lập bởi Theatines 
  - Warsaw (Collegium Varsoviense) năm 1737
- Được thành lập bởi Piarists 
  - Warsaw, bởi Stanisław Konarski vào năm 1740
  - Wilno
  - Lwów
- Được thành lập bởi Dòng Tên
  - Lwów năm 1749
  - Wilno
  - Warsaw
  - Poznań
  - Ostrog
  - Dầu mỡ

## Cựu học sinh đáng chú ý
- Tadeusz Rejtan
- La Mã bỏ qua Potocki
- Stanisław Kostka Potocki
- Zenon Kazimierz Wysłouch